# Nigeria aux Jeux olympiques d'été de 1996
Le Nigeria participe aux Jeux olympiques d'été de 1996 à Atlanta, aux États-Unis, du 20 juillet au 4 août 1996. Il s'agit de sa onzième participation à des Jeux olympiques d'été.
La délégation nigériane est composée de soixante-cinq athlètes concourant dans neuf sports. Elle termine trente-deuxième du classement par nations avec deux médailles d'or, une médaille d'argent et trois médailles de bronze, soit un total de six médailles.

## Liste des médaillés nigérians

### Médaillés d'or
Ont reçu la médaille d'or pour le Nigeria :
- Chioma Ajunwa – Athlétisme, saut en longueur féminin ;

- Abiodun Obafemi, Augustine Okocha, Celestine Babayaro, Daniel Amokachi, Emmanuel Amunike, Emmanuel Babayaro, Garba Lawal, Joseph Dosu, Nwankwo Kanu, Kingsley Obiekwu, Mobi Oparaku, Uche Okechukwu, Sunday Oliseh, Taribo West, Teslim Fatusi, Tijani Babangida, Victor Ikpeba et Wilson Oruma – Football, équipe masculine.

### Médaillés d'argent
Ont reçu la médaille d'argent pour le Nigeria :
- Falilat Ogunkoya, Bisi Afolabi, Fatima Yusuf et Charity Opara – Athlétisme, relais 4 x 400 mètres, équipe féminine.

### Médaillés de bronze
Ont reçu la médaille de bronze pour le Nigeria :
- Falilat Ogunkoya – Athlétisme, 400 mètres, femmes ;
- Mary Onyali – Athlétisme, 200 mètres, femmes ;
- Duncan Dokiwari – Boxe, poids super-lourds, hommes.

## Podiums
Les tableaux qui suivent présentent les podiums où des Nigérians sont montés.

### Athlétisme
| Épreuves | Or                                                                                             | Argent                                                                         | Bronze                                                                       |
| --- | ---------------------------------------------------------------------------------------------- | ------------------------------------------------------------------------------ | ---------------------------------------------------------------------------- |
| 200 m féminin détails | Marie-José Pérec 22 s 12                                                                       | Merlene Ottey 22 s 24                                                          | Mary Onyali 22 s 38                                                          |
| 400 m féminin détails | Marie-José Pérec 48 s 25 (OR)                                                                  | Cathy Freeman 48 s 63                                                          | Falilat Ogunkoya 49 s 10                                                     |
| 4 × 400 m féminin détails | États-Unis Rochelle Stevens Maicel Malone Kim Graham Jearl Miles Linetta Wilson* 3 min 20 s 91 | Nigéria Bisi Afolabi Fatima Yusuf Charity Opara Falilat Ogunkoya 3 min 21 s 04 | Allemagne Uta Rohländer Linda Kisabaka Anja Rucker Grit Breuer 3 min 21 s 14 |
| Saut en longueur féminin détails | Chioma Ajunwa 7,12 m                                                                           | Fiona May 7,02 m                                                               | Jackie Joyner-Kersee 7,00 m                                                  |
| Records et Performances - AR : Record continental (area record) - CR : Record des championnats (championship record) - MR : Record du meeting (meet record) - NR : Record national (national record) - OR : Record olympique (olympic record) - PR : Record paralympique (paralympic record) - PB : Record personnel (personal best) - SB : Meilleure performance personnelle de la saison (season's best) - WL : Meilleure performance mondiale de l'année (world leader) - WJR : Record du monde junior (world junior record) - WR : Record du monde (world record) Circonstances et Conditions - DNF : N'a pas terminé (did not finish) - DNS : N'a pas pris le départ (did not start) - DQ : Disqualification (disqualification) - NM : Aucun essai valable enregistré (No Mark) - Q : Qualifié « directement » au prochain tour (ou à la prochaine compétition), lors d'une compétition majeure, grâce au classement ou à la réalisation des minima (automatic qualifier) - q : Qualifié au prochain tour (ou à la prochaine compétition), lors d'une compétition majeure, grâce au repêchage ou à la réalisation de l'une des meilleures performances parmi celles des « non qualifiés directement » (grâce au meilleur temps ou à la meilleure distance par exemple) (secondary qualifier) |                                                                                                |                                                                                |                                                                              |

### Boxe

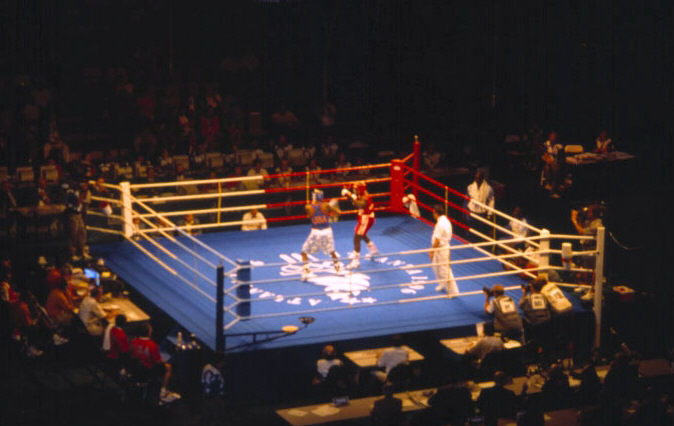
Ring de boxe aux jeux d'Atlanta 1996.

| Catégories                  | Or                 | Argent         | Bronze                        |
| Poids super-lourds (+91 kg) | Wladimir Klitschko | Paea Wolfgramm | Duncan Dokiwari Aleksey Lezin |

### Football

Finale en football : l'équipe du Nigeria victorieuse contre l'équipe d'Argentine

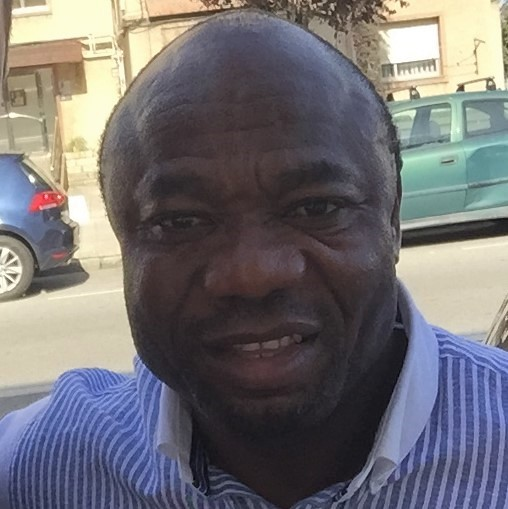
Emmanuel Amunike, auteur d'un des trois buts de la victoire contre l'Argentine.

| Or | Argent | Bronze |
| Nigeria Daniel Amokachi Emmanuel Amunike Tijani Babangida Celestine Babayaro Emmanuel Babayaro Teslim Fatusi Victor Ikpeba Dosu Joseph Nwankwo Kanu Garba Lawal Abiodun Obafemi Kingsley Obiekwu Uche Okechukwu Jay-Jay Okocha Sunday Oliseh Mobi Oparaku Wilson Oruma Taribo West | Argentine Matías Almeyda Roberto Ayala Christian Bassedas Carlos Bossio Pablo Cavallero José Chamot Hernán Crespo Marcelo Delgado Marcelo Gallardo Claudio López Gustavo López Hugo Morales Ariel Ortega Pablo Paz Hector Pineda Roberto Sensini Diego Simeone Javier Zanetti | Brésil Dida Zé Maria Aldair Ronaldo Flávio Conceição Roberto Carlos Bebeto Amaral Juninho Paulista Rivaldo Sávio Danrlei Narciso André Luiz Zé Elias Marcelinho Paulista Luizão Ronaldo Guiaro |

## Ensemble des participants
Les participants nigérians sont au nombre de soixante-cinq, quarante-neuf hommes et seize femmes. Le plus jeune sélectionné est Daniel Attah, 17 ans ; le plus âgé est Obigeli Olorunsola, 34 ans.
Le plus médaillé est une femme, Falilat Ogunkoya, avec deux médailles, une d'argent et une de bronze, respectivement dans le relais 4 x 400 mètres et dans le 400 mètres individuel.